# Línea C-4 (Cercanías Bilbao)
La Línea C-4, anteriormente denominada B-1 (hasta 2012) y C-4f (2012-2021), es una línea de cercanías de vía estrecha de la red de Cercanías Bilbao gestionada por Renfe Cercanías. La línea recorre los municipios de Bilbao, Alonsótegui, Güeñes, Zalla y Valmaseda. Discurre en parte de su recorrido por el Ferrocarril de Santander a Bilbao y el Ferrocarril de La Robla de Adif, catalogados como las líneas 08-780 Santander-Bilbao La Concordia y 08-790 Asunción Universidad-Aranguren. Desde 2023, la línea pasó del núcleo de Cercanías AM al de Bilbao y se integró completamente como C-4.

## Historia

### Origen: Ferrocarril de Santander - Bilbao y Asunción Universidad - Aranguren
El proyecto definitivo del tren en la cuenca del río Cadagua fue presentado en mayo de 1888 por los ingenieros Víctor Chábarri, Manuel Allendesalazar, Enrique Aresti y Ramón Bergé, aprobándose en julio de ese mismo año y constituyendo la Compañía del Ferrocarril del Cadagua el 2 de julio de 1888 al efecto. La línea debía partir en el barrio bilbaíno de Zorroza, en la parada de la línea de Bilbao a Portugalete. El 27 de agosto de 1890 fue inaugurada la línea provisionalmente (y con ello la estación), en presencia de Práxedes Mateo Sagasta, si bien la apertura al público no se produjo hasta el 5 de diciembre del mismo año.
En 1893 se constituyó la Compañía del Ferrocarril de Zalla a Solares, como paso previo a su integración en 1984 en la Compañía del Ferrocarril de Santander a Bilbao. El 6 de junio de 1896 quedó inaugurada la conexión en Aranguren con Santander, si bien los viajes directos entre esta última y Bilbao sólo pudieron llevarse a cabo desde unos días después, cuando se culminó el cambio de ancho ibérico a métrico entre Solares y Santander la noche del 19 al 20 de junio de 1896.
El 7 de julio de 1894 la Compañía del Ferrocarril de Cadagua se integró en la Compañía del Ferrocarril de Santander a Bilbao. Desde el 11 de agosto de 1894 se produjo un incremento de tráfico por el enlace con el Ferrocarril Hullero de La Robla a Valmaseda, una situación que se prolongó hasta el 1 de diciembre de 1902, fecha en el que esta última compañía ferroviaria abrió al tráfico su propio enlace hasta Luchana, en la ría de Baracaldo para evitar el pago de peajes, conectando así con la línea de Bilbao a Portugalete, germen de la actual C-1 de Cercanías Bilbao.
Por discrepancias con la Compañía del Ferrocarril de Santander a Bilbao, la Compañía de los Ferrocarriles de La Robla estableció entre la estación de Aranguren e Iráuregui, en enero de 1911, un nuevo tramo al otro lado del Río Cadagua para evitar compartir las vías, soslayando el paso por la estación de Sodupe, lo que no impidió que debiera cruzarlas en la estación de Iráuregui. El acuerdo entre ambas compañías posibilitó que los trenes de la Compañía de los Ferrocarriles de La Robla pudieran partir directamente desde Bilbao sin transbordo hasta La Robla (León). El 1 de enero de 1914 la estación se adhirió al servicio internacional de paquetes postales, estando habilitada para recibir o expedir directamente paquetes postales en las relaciones con todos los países adscritos al mencionado servicio. El servicio se prestaba a domicilio.
Estallada la Guerra Civil y desde el año 1936 hasta la caída de Bilbao, el 19 de junio de 1937, las instalaciones pasaron a ser gestionada por los Ferrocarriles de Euzkadi, manteniéndose el servicio durante la contienda sin interrupciones significativas. Desde el 1 de agosto de 1962 el ente estatal Explotación de Ferrocarriles por el Estado (EFE) se hizo cargo de la línea Santander-Bilbao, incluyendo a esta estación, siendo transferida a FEVE en 1965. La Compañía de los Ferrocarriles de la Robla siguió manteniendo su tendido casi paralelo desde Luchana a Valmaseda, pero tras entrar en pérdidas a finales de los 60 debido a la disminución de pasajeros, se declaró en quiebra, renunció a la explotación y acabó siendo también transferida a FEVE el 6 de marzo de 1972. 
Al darse la circunstancia de poseer ambos ferrocarriles en el valle del río Cadagua, FEVE resolvió en 1975 mantener el enlace de las líneas Bilbao-León y Bilbao-Santander en la estación de Aranguren, volviendo a la situación anterior a 1911. A partir de entonces, los trenes procedentes de León o Santander circularían hasta Bilbao por las mismas vías y por tanto por la estación de Sodupe, quedando la variante hasta Luchana sólo para trenes de transporte de mercancías, ya en vía única de ancho métrico sin electrificar y desmantelando el resto de las líneas de la antigua Compañía de los Ferrocarriles de La Robla entre Valmaseda e Iráuregui en un trazado casi parelo a la línea del Cadagua original. La línea de Bilbao a Valmaseda se electrificó el 16 de octubre de 1996.

### Estación de la Calzada
El 22 de abril de 2009, con la inauguración del apeadero de La Calzada, Feve (operador, por entonces, de la línea) aprovechó para mejorar el servicio que prestaba en Vizcaya. Para ello, creó una línea de cercanías que complementara los servicios comarcales del corredor Bilbao-Valmaseda, con el objetivo de prestar un servicio más eficiente que el que venía dándose hasta entonces. Esto se debe a que el principal destino de los viajeros de las paradas intermedias era hacia/desde Bilbao, siendo despreciable el tráfico hacia León.

### Estación de Basurto-Hospital
El 25 de enero de 2011 se inauguró la estación de Basurto-Hospital, dentro de la operación urbanística de Bilbao Ría 2000,  situada en las proximidades del Hospital Universitario de Basurto. Esta actuación incluyó también el soterramiento de todo el recorrido de la línea en la zona de Basurto, Recalde y el Ensanche de Bilbao, favoreciendo la intermodalidad de la línea de Feve con el nuevo recorrido de las líneas C-1 y C-2 en la estación de Amézola, de nueva creación, para lo que fue necesario modificar en cierta medida el recorrido de la línea.

### Disolución de FEVE
El 1 de enero de 2013, Feve fue disuelta como empresa y, por un lado, la infraestructura de la línea pasó a depender del Administrador de Infraestructuras Ferroviarias y los servicios ferroviarios empezaron a ser prestados por Renfe Operadora, a través de su división de nueva creación Renfe Feve. Desde entonces, la línea pasó a identificarse como C-4f, integrándose en la línea en la red de Cercanías Bilbao.
Desde 2021, como proceso de integración de los servicios dentro de Renfe Cercanías, la división Renfe Feve pasó a denominarse Renfe Cercanías AM y la línea adoptó la nomenclatura C-4, que se mantiene en la actualidad.En 2023, la línea pasó del núcleo de Cercanías AM al de Bilbao y se integró completamente en Cercanías.

### Estaciones en proyecto

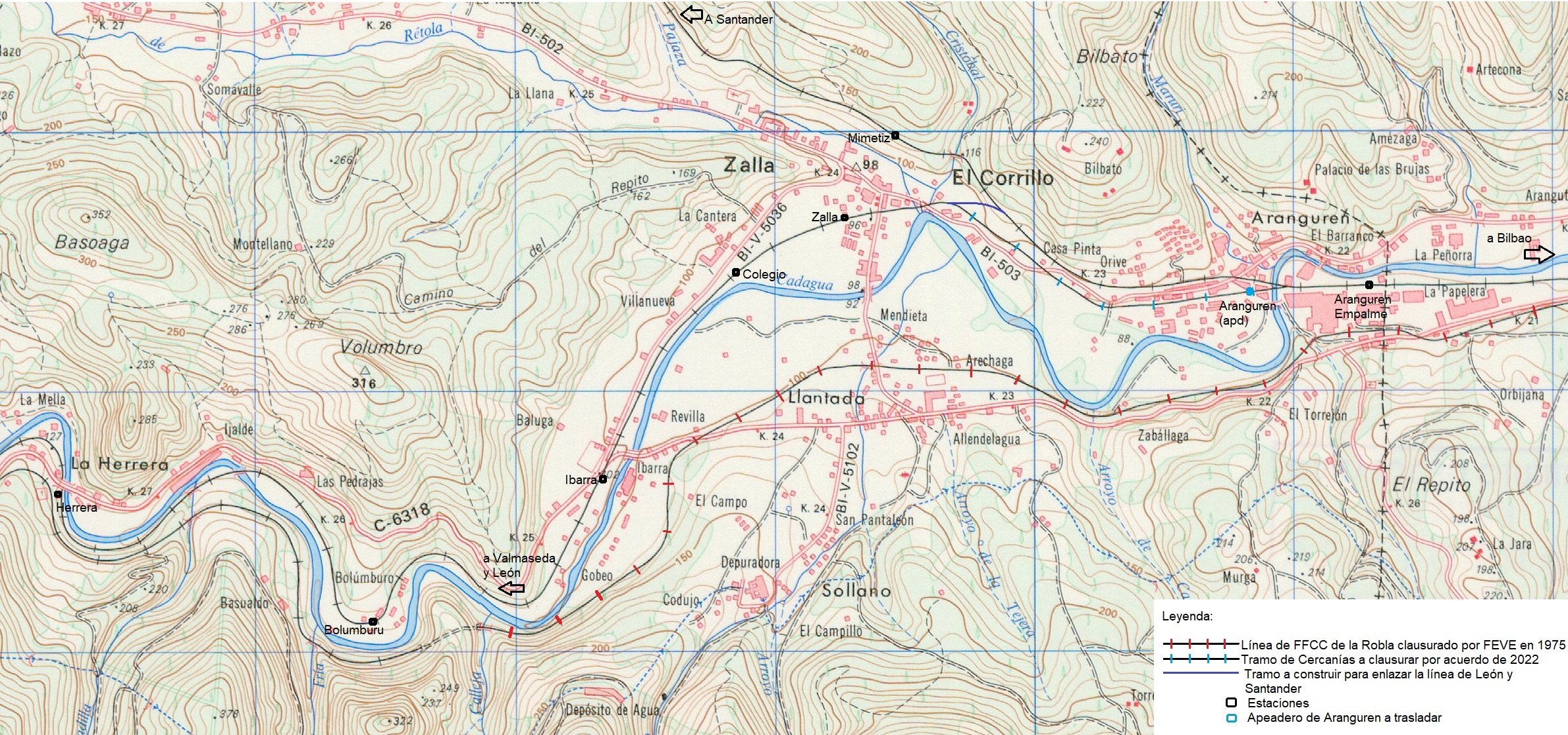
Nueva ordenación ferroviaria propuesta de Zalla

#### Estación de Aranguren Apeadero
Como parte del proyecto antiinundaciones de Zalla, ADIF estudia reordenar la vía para adelantar la unión de los ferrocarriles Santander-Bilbao y Asunción-Aranguren, eliminando así un kilómetro de vías que transcurren casi paralelas. Con ello, la estación de Aranguren Apeadero se desplazaría al actual trazado de la línea de Santander, al otro lado de la plaza.

#### Desdoblamiento de la vía
Existe un plan para desdoblar la vía y aumentar así la fiabilidad y reducir los efectos de las averías puntuales en otros trenes desde 2009, aunque no ha habido progresos.La C-4 es de vía única desde Zaramillo hasta la Calzada, teniendo que cruzarse los trenes en las estaciones con dos vías de Sodupe, Aranguren, Zalla o Valmaseda.

#### Extensión a Villasana de Mena
El municipio de Villasana, aun estando ubicado en Burgos, tiene bastantes lazos sociales con las Encartaciones, aunque estas no se traducen en conexiones de transporte público.Es por ello que, dado que el ferrocarril de la Robla continúa hasta Villasana acercándose tangencialmente al pueblo en la estación de Mercadillo-Villasana, el operador y los pueblos del Valle de Mena han expresado interés en la prolongación del servicio hasta el municipio burgalés, usando la infraestructura ya existente. Esta estación está surtida hoy por un correo por sentido al día, siendo el primero la vuelta de Encartaciones. Tras la transferencia de las competencias sobre servicios ferroviarios al Gobierno Vasco en 2025, este alegó que la extensión del servicio fuera del territorio vasco, tanto en Villasana como en Miranda para Álava, es complicada.

## Recorrido
Los trenes de la línea C-4 parten de la estación de La Concordia en Bilbao, situada junto a la estación de Abando Indalecio Prieto a menor cota que las vías de la red de ancho ibérico. Una vez atravesadas las vías de ancho ibérico mediante un túnel, se llega, mediante una configuración de vía doble electrificada, a la estación de Amézola, en el distrito de Recalde, y a la estación de Basurto Hospital, en el distrito de Basurto-Zorroza.
Una vez pasada esta última estación, las vías salen a superficie y discurren entre la Autovía del Cantábrico (A-8) y las vías de las líneas C-1 y C-2 hasta llegar al barrio de Zorroza, donde está la estación de Zorroza-Zorrozgoiti. A la salida de la estación, toma el curso del río Cadagua y efectúa parada en los apeaderos de Santa Águeda y Castrejana antes de llegar a la estación de Iráuregui (oficialmente Irauregi-Alonsotegi), en el municipio de Alonsótegui.
Tras reanudar la marcha, los trenes cruzan el cauce del río Cadagua a la altura del nudo entre la AP-8 y la BI-636 y efectúan parada en Zaramillo (a partir de aquí, la línea será de vía única electrificada), La Cuadra y Sodupe, donde se puede realizar el rebase de trenes. Entre Sodupe y Aranguren, hay tres paradas: Archube, Lambarri y Güeñes. Al llegar a Aranguren (municipio de Zalla), la línea llega a la estación homónima, donde se bifurcan el Ferrocarril de Santander a Bilbao (líneas  y ) y el Ferrocarril de La Robla (línea ). Desde 2021, la línea ya no para en la estación de Aranguren, sólo en el apeadero.
Siguiendo hacia Valmaseda, atraviesa la parada de Aranguren Apeadero, Zalla, Colegio, Ibarra y Bolunburu. Esta última era una parada estacional, que sólo se servía en verano, pero la transcición a Renfe ocasionó que la parada dejase de estar operativa. A continuación, presta servicio al barrio de Herrera (Zalla) mediante el apeadero de La Herrera, antes de entrar en Valmaseda. Tras atravesar la BI-630 mediante un paso a nivel, la línea para en sus dos últimas estaciones: Valmaseda y La Calzada.

Mapa de las líneas encartadas de Renfe Cercanías en Bilbao.

### Estaciones y correspondencias
| Esquema de la línea C-4 | Esquema de la línea C-4 | Esquema de la línea C-4 | Esquema de la línea C-4       | Esquema de la línea C-4 | Esquema de la línea C-4 |
| ----------------------- | ----------------------- | ----------------------- | ----------------------------- | --- | ----------------------- |
| Municipio               | Zona                    | Nombre de estación      |                               | Correspondencia |                         |
| Bilbao                  | 1                       | Bilbao-Concordia        | ■                             | \| · \| · 01 03 10 28 30 40 56 58 62 71 72 75 77 85 A1 A2 A5 A7 E1 G2 G3 G4 G5 G6 G7 G8 · A2314 A2324 A 3115 A3122 A3136 A3137 A3144 A3151 A3223 A3336 A3340 A3514 A3515 A3521 A3911 A3912 A3917 A3925 |                         |
| Bilbao                  | 1                       | Amézola                 | ■                             | \| 27 57 72 77 A8 G3 |                         |
| Bilbao                  | 1                       | Basurto Hospital        | ■                             | \| 18 28 38 48 57 58 85 88 G6 A3115 A3122 A3136 A3137 A3144 A3336 A3337 A3341 A3342 A3343 |                         |
| Bilbao                  | 1                       | Zorroza-Zorrozgoiti     | ■                             | \| 18 85 88 G6 |                         |
| Bilbao                  | 1                       | Santa Águeda            | •                             | 88 A3341 A3342 A3343 |                         |
| Bilbao                  | 1                       | Castrejana              | •                             | 88 A3341 A3342 A3343 |                         |
| Alonsótegui             | 1                       | Iráuregui               | ■                             | |                         |
| Alonsótegui             | 2                       | Iráuregui               | ■                             | |                         |
| Güeñes                  | Zaramillo               | ■                       | A0654 A3341 A3342 A3343       | |                         |
| Güeñes                  | La Cuadra               | •                       | A0654 A3341 A3342 A3343       | |                         |
| Güeñes                  | Sodupe                  | ■                       | A0651 A0654 A3341 A3342 A3343 | |                         |
| Güeñes                  | Sodupe                  | ■                       | A0651 A0654 A3341 A3342 A3343 | 3 |                         |
| Güeñes                  | Archube                 | •                       | A0651 A0654                   | |                         |
| Güeñes                  | Lambarri                | •                       | A0651 A0654                   | |                         |
| Güeñes                  | Güeñes                  | ■                       | A0651 A0654                   | |                         |
| Zalla                   | Aranguren Apeadero      | ■                       | A0651 A0654                   | |                         |
| Zalla                   | Aranguren Apeadero      | ■                       | A0651 A0654                   | 4 |                         |
| Zalla                   | 3                       | Zalla                   | ■                             | |                         |
| Zalla                   | 4                       | Zalla                   | ■                             | |                         |
| Zalla                   | Colegio                 | •                       |                               | |                         |
| Zalla                   | Ibarra                  | •                       | A0651 A3334                   | |                         |
| Zalla                   | La Herrera              | •                       | A0651 A3334                   | |                         |
| Valmaseda               | Valmaseda               | ■                       |                               | |                         |
| Valmaseda               | La Calzada              | •                       |                               | |                         |

## Explotación ferroviaria

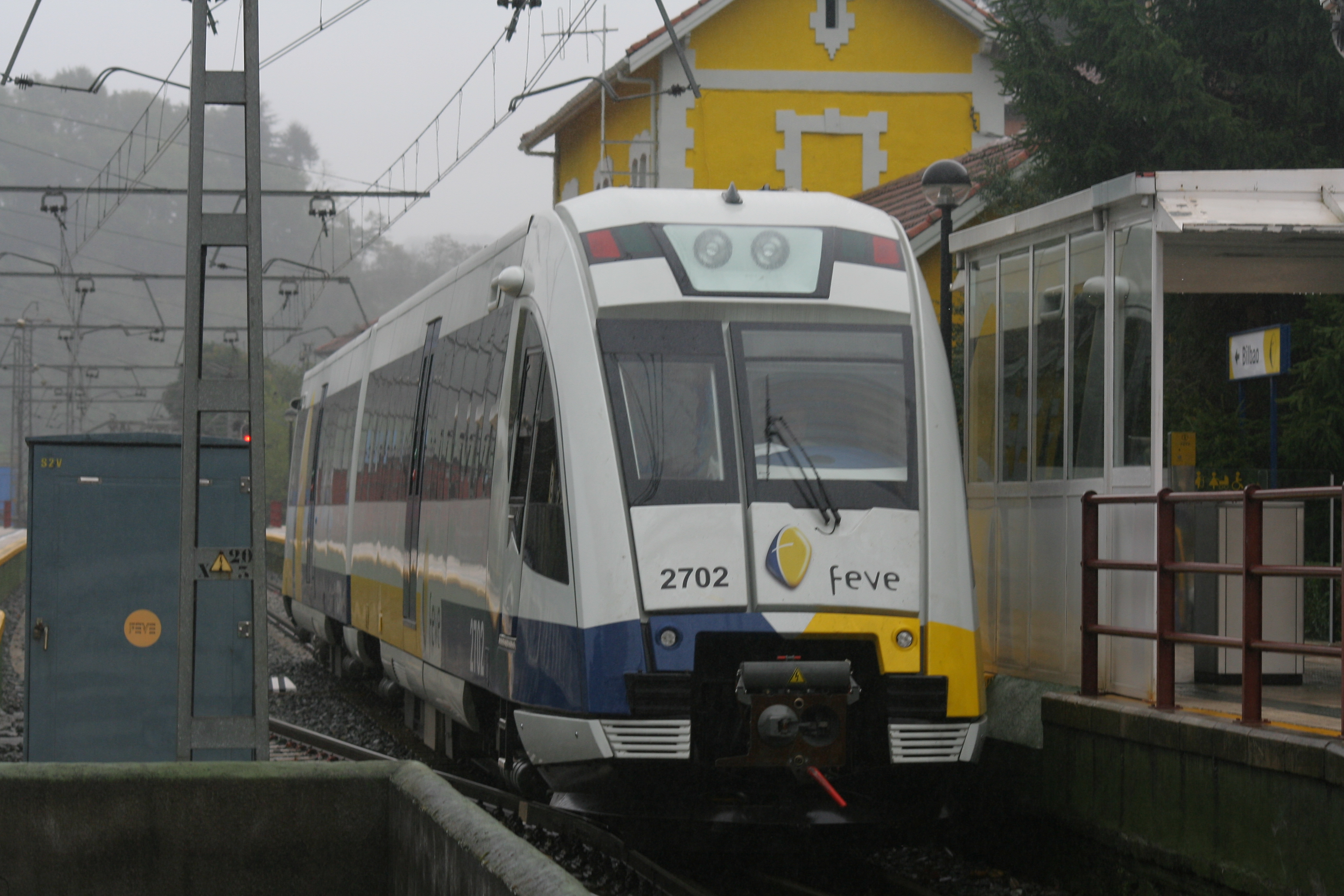
Tren de la Serie 2700 de FEVE en la estación de Valmaseda, realizando un servicio regional a León.

### Frecuencias
El contrato de OSP entre el Ministerio de Transportes, Movilidad y Agenda Urbana y Renfe Operadora establece una oferta comercial de 54 circulaciones diarias en días laborables. Se reparten aproximadamente en un intervalo de paso de un tren cada 30 minutos, salvo en ciertas franjas horarias en las que el intervalo aumenta hasta los 60 minutos aproximadamente. La frecuencia se reduce significantemente los fines de semana y festivos, llegando a los 90-120 minutos en ciertos casos.
| Frecuencias de la línea C-4 |                 |                 |                 |                 |                 |                 |                 |                 |                 |         |         |          |          |
| Lunes a viernes             | Lunes a viernes | Lunes a viernes | Lunes a viernes | Lunes a viernes | Lunes a viernes | Lunes a viernes | Lunes a viernes | Lunes a viernes | Lunes a viernes | Sábados | Sábados | Domingos | Domingos |
| 06:30                       | 09:30           | 09:30           | 11:30           | 11:30           | 15:30           | 15:30           | 17:30           | 17:30           | 23:00           | 07:00   | 22:00   | 07:00    | 22:00    |
| 30'                         | 30'             | 60'             | 60'             | 30'             | 30'             | 60'             | 60'             | 30'             | 30'             | 60'     | 60'     | 60'      | 60'      |

### Correspondencias
La línea ofrece correspondencia en Bilbao Concordia con las líneas C-1, C-2 y C-3, a través de la estación de Abando Indalecio Prieto. También tiene correspondencia con las líneas C-1 y C-2 en Amézola. Además, comparte el trazado con los servicios regionales de la línea R-3f a Santander y la R-3b a Cantabria, entre Bilbao y Aranguren, y de la línea R-4f a León, en todo su recorrido.

### Servicios
Determinadas estaciones cuentan con control de acceso y máquinas autoventa o con taquilla para la venta de billetes. Las demás cuentan únicamente con escáneres de monedero, por lo que sólo se puede pagar con tarjeta barik o de crédito.

### Material rodante
El servicio se opera con unidades eléctricas de la serie 3600 y unidades diésel de la serie 2700 (servicios de la línea R-3 y R-4).

### Viajeros
| Evolución del número de viajeros de la línea C-4 en el periodo 1998-2023 (en millones de viajeros) |
| |